# Naked City (hudební skupina)
Naked City byla americká avantgardní hudební skupina, vedená saxofonistou a skladatelem Johnem Zornem. Skupina existovala v letech 1988-1993.

## Členové

### Klasická sestava
- John Zorn - saxofon, zpěv
- Bill Frisell - kytara
- Fred Frith - baskytara
- Wayne Horvitz - syntezátor, piáno
- Joey Baron - bicí

### Ostatní
- Yamatsuka Eye - zpěv (1988–1992, 1993)
- Mike Patton - zpěv (1992, 2003)

## Diskografie
- Naked City (1989)
- Torture Garden (1989)
- Grand Guignol (1992)
- Heretic (1992)
- Leng Tch'e (1992)
- Radio (1993)
- Absinthe (1993)
- Black Box (1996)
- Naked City Live, Vol. 1: The Knitting Factory 1989 (2002)
- Naked City: The Complete Studio Recordings (Box Set) (2005)